# Todd Duncan

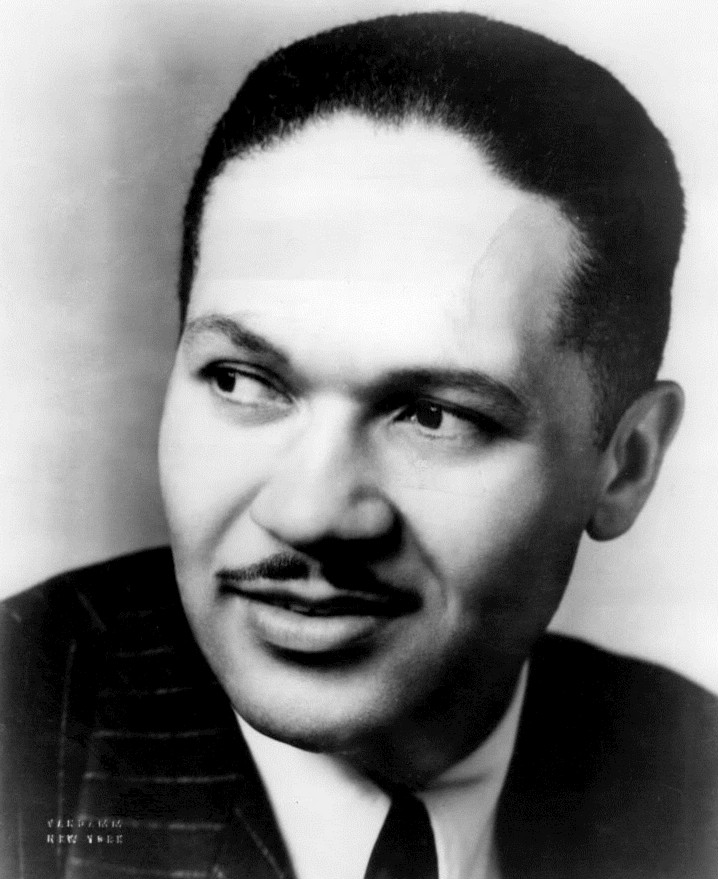
Todd Duncan 1954.

Robert Todd Duncan, (Danville, 12 de fevereiro de 1903 — Washington, D.C., 28 de fevereiro de 1998) foi um cantor barítono de ópera e ator norte-americano.

## Ligações exterans
- Todd Duncan. no IMDb.